# Mughni
Mughni (armenisch Մուղնի; andere Umschriften Mułni, Mugni) ist ein Dorf in der nordarmenischen Provinz Aragazotn mit 781 Einwohnern im Jahr 2011, das heute zum Stadtbereich von Aschtarak gehört.
In der Ortsmitte befindet sich das im 14. Jahrhundert gegründete Kloster Sankt Georg (Surb Geworg) der Armenisch-Apostolischen Kirche mit einer zwischen 1661 und 1669 erbauten dreischiffigen Kuppelbasilika. Bei christlichen Jahresfesten ist das Kloster ein Pilgerziel.

## Lage

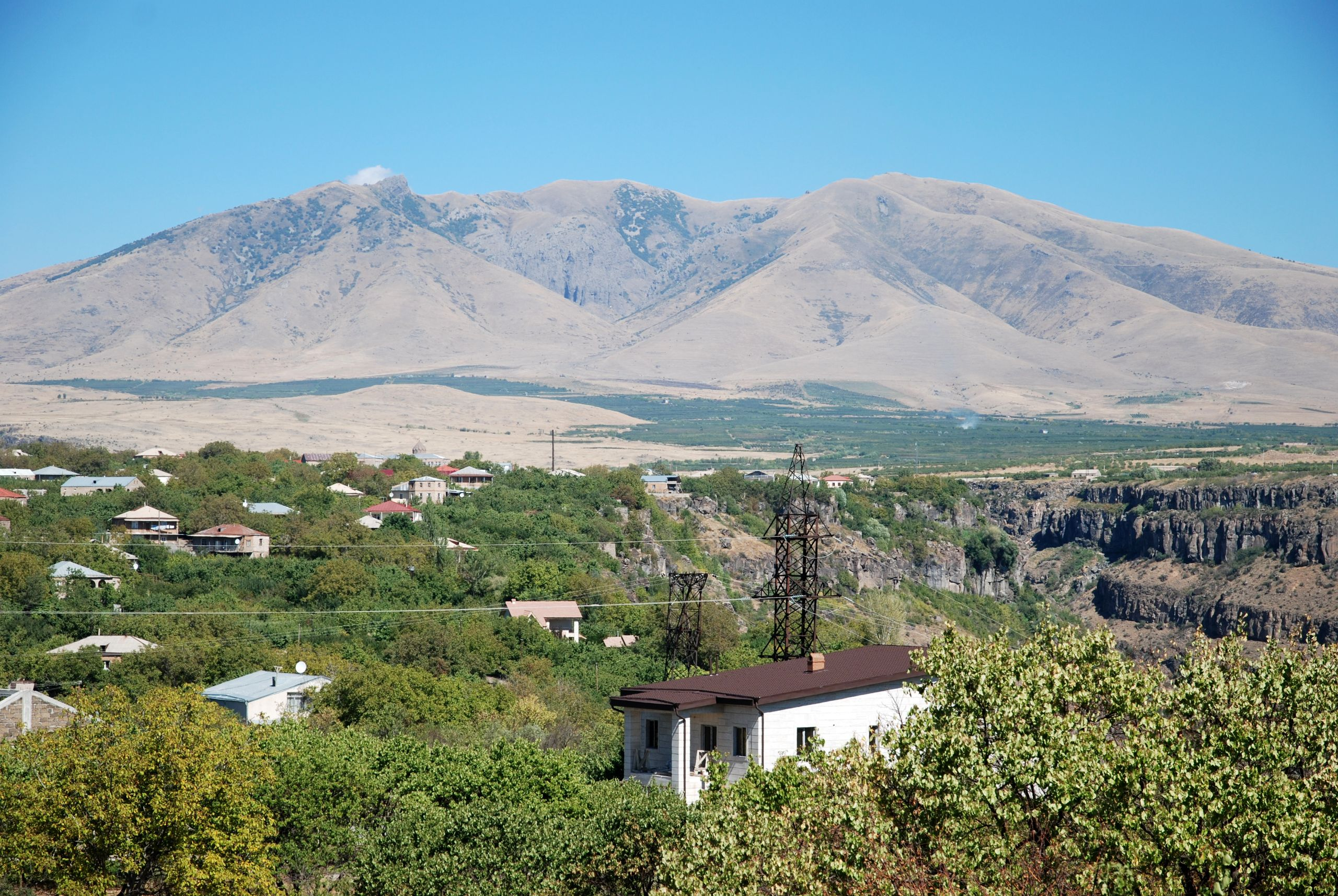
Nordöstlicher Ortsrand an der Kassagh-Schlucht und der 2575 Meter hohe Berg Ara.

Mughni liegt auf einer Höhe von 1314 Meter auf einer Hochebene im Südosten des Berges Aragaz am westlichen Rand der tief eingeschnittenen Schlucht des Kassagh. Der Ort grenzt an Aschtarak und ist von den nordöstlichen Ausläufern der Stadt durch einen Streifen offenes Grasland und die M1 getrennt. Die in diesem Bereich vierspurig ausgebaute Schnellstraße führt von Jerewan östlich und nördlich an Aschtarak vorbei weiter nach Gjumri im Nordwesten des Landes. Mughni ist von der Ausfahrt an der Kreuzung der M1 mit der von Südwesten kommenden und nach Spitak führenden M3 oder vom Zentrum Aschtaraks über die Nerses-Aschtaraketsi-Straße zu erreichen. Die Schnellstraße M3 umgeht Mughni im Westen, während parallel dazu eine Ortsdurchfahrtsstraße Mughni mit dem nördlich angrenzenden Dorf Karbi und fünf Kilometer von Mughni entfernt mit dem Kloster Howhannawank und weiter mit dem Kloster Saghmosawank verbindet.

## Geschichte
In historischen Quellen wird Mughni seit der Zeit der seldschukischen und der gegnerischen byzantinischen Invasionen im 11. Jahrhundert erwähnt. Der Ort fiel im 14. Jahrhundert, als das Kloster gegründet wurde, an die mongolischen Ilchane. 1620 wurde Mughni bei der Gebietsteilung zwischen dem Osmanischen Reich und den persischen Safawiden dem persischen Distrikt (mahal) von Aparan zugeteilt. Nach  Zerstörungen und Hungersnöten in den vorangegangenen beiden Jahrhunderten, hervorgerufen durch mehrere Kriege zwischen den beiden Großmächten um die Vorherrschaft im südlichen Kaukasus, stabilisierte sich im 17. Jahrhundert die politische und wirtschaftliche Lage. Im ganzen Land konnten nun wieder Klöster errichtet werden. Seit dem 14. Jahrhundert wurde praktisch nichts gebaut und die bestehenden Gebäude konnten kaum gepflegt werden. Zu den wiederaufgebauten oder restaurierten Klöstern des 17. Jahrhunderts gehörten neben Mughni die Klöster Tatew, Chor Virap, Haritschawank, Vorotnavank und Shativank. Das Georgskloster von Mughni wurde zwischen 1661 und 1669 im Auftrag des Wardapet Hovhannes erbaut. Die Architekten waren Sahak Khizanetsi († 1666) und dessen Nachfolger und Schwiegersohn Murat.
Alte Chatschkare auf dem Friedhof in der Nähe des Klosters verweisen auf die frühere religiöse Bedeutung des Ortes. Mit der russischen Eroberung 1928 gehörte Mughni zum Distrikt Aragazotn. Wie bereits vor der sowjetischen Zeit ist das Kloster heute wieder ein Pilgerort.

## Ortsbild
Bei der Volkszählung des Jahres 2001 wurde die offizielle Einwohnerzahl mit 839 angegeben. In der amtlichen Statistik für Januar 2012 wird Mughni als Stadtteil von Aschtarak nicht mehr separat aufgeführt.
Der langgezogene Ort, dessen traditionelle Ökonomie überwiegend auf Landwirtschaft basiert, besteht aus der nach Erzbischof Mesrop Ashchyan (1941–2003) benannten Hauptstraße, einer Parallelstraße auf jeder Seite und einigen Querstraßen. Die ein- bis zweigeschossigen Wohnhäuser stehen inmitten von großen, mit Obstbäumen bestandenen Gärten, die im Osten bis zum Rand der Hrasdan-Schlucht reichen. Das Georgskloster liegt an der Durchgangsstraße im Zentrum des Ortes.

## Georgskloster

### Bauform

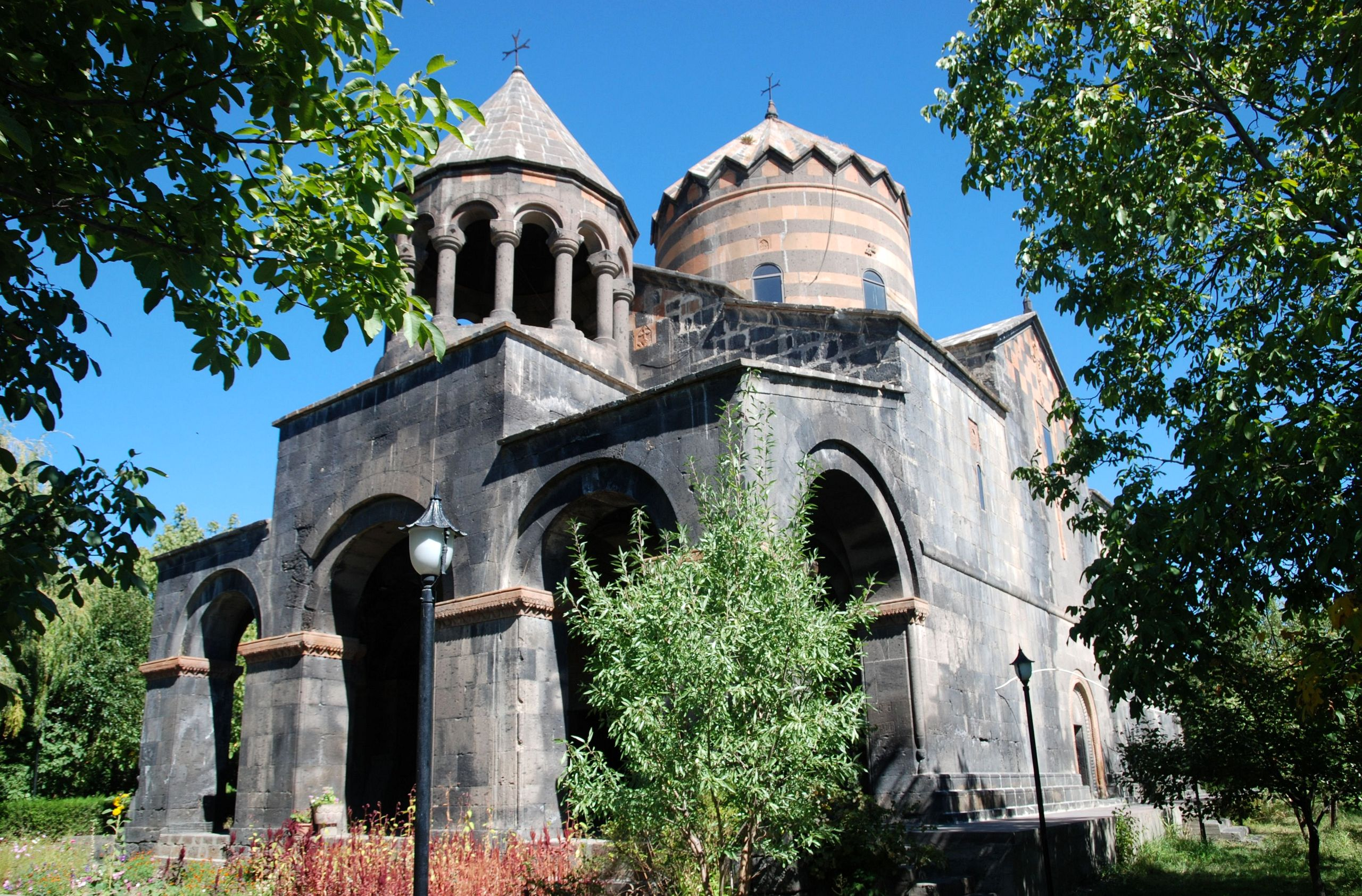
Portalvorbau mit Glockenturm und Kirche mit Tambour von Südwesten.

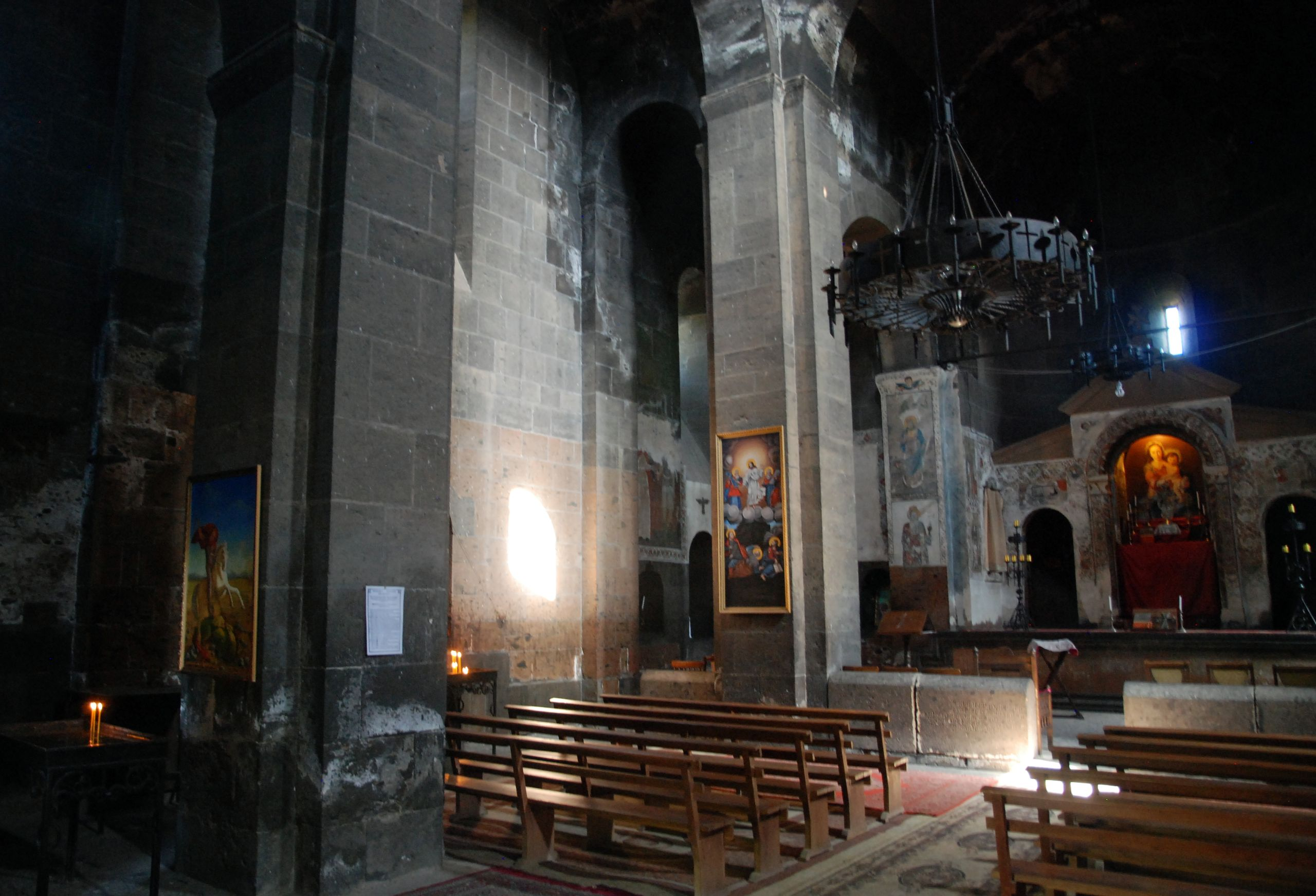
Nordwand und Altar

Die im 17. Jahrhundert gebauten Klöster waren generell klein. Zum Klosterhof gehörten üblicherweise eine Hauptkirche, eine angrenzende Kapelle, ein Glockenturm und in einiger Entfernung die Unterkünfte der Mönche mit Speisesaal und sonstigen Nebengebäuden. Sie wurden in die Umfassungsmauer integriert, die zur Verteidigung dienen sollte, und waren daher an den Außenwänden fensterlos. Das Kloster Sankt Georg (Surb Geworg) besteht entsprechend aus einer frei stehenden Kirche im Zentrum des von Bäumen bestandenen, annähernd quadratischen Klostergartens. Hinzu kommen restaurierte Nebengebäude am Eingangstor im Nordosten, an denen der Weg zur Kirche vorbeiführt. Ein kleines Häuschen an der Nordwestecke umgibt die Quelle des Klosters.
In der dritten Phase der armenischen Kirchenbaukunst im 17. Jahrhundert wurden längsgerichtete Kreuzkuppelkirchen wieder häufig errichtet, ein Bautyp, der bereits in frühchristlicher Zeit entwickelt und später vernachlässigt worden war. Als ferne Vorläufer gelten die Tekor-Basilika (früheste Datierung Ende 5. Jahrhundert) und die Kathedrale von Odsun, die vermutlich in der zweiten Hälfte des 6. Jahrhunderts entstand. Die Kirche von Mughni ist eine solche Kombination aus einer dreischiffigen Basilika und einem Zentralbau mit vier freistehenden Pfeilern, die nahe an den Außenwänden zu einem zentralen Quadrat aufgestellt sind. Somit ergibt sich ein Kirchensaal mit einem breiten Mittelschiff und sehr schmalen Seitenschiffen. Beim sogenannten ummantelten Kreuzkuppelbau ragen die Giebel der Querschiffe nicht über die Längswände hinaus, so dass der Grundriss ein äußeres Rechteck ergibt. Wie für Kreuzkuppelkirchen des 7. Jahrhunderts charakteristisch, sind auch in Mughni die vier Pfeiler kreuzförmig ausgebildet und etwas aus der Mitte des Kirchenschiffs nach Westen verschoben. Die Pfeiler sind untereinander durch Gurtbögen verbunden, die mittels Pendentifs in den Ecken zum Grundkreis des zylindrischen Tambours überleiten. Dieser wird von einer Kuppel abgeschlossen, über der sich ein Schirmdach erhebt.

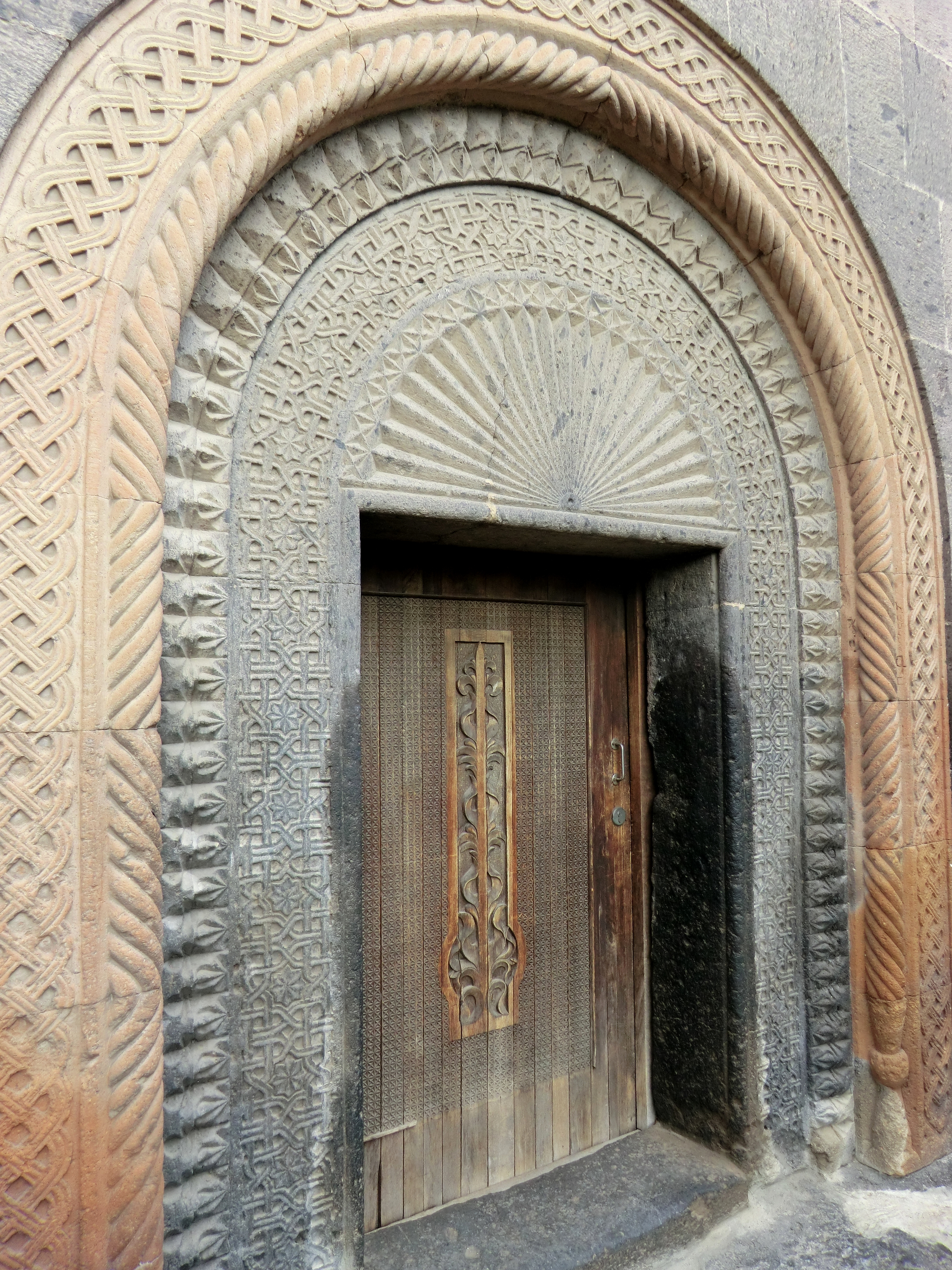
Portal in der Südfassade

An der westlichen Eingangsseite wurde zeitgleich mit der Kirche als Sonderform eines Gawits ein zu den Seiten mit einem und zur Stirnseite im Westen mit drei Arkaden geöffneter Vorraum angebaut, wie er ähnlich bei der nur als Ruine erhaltenen oktogonalen Kirche von Zoravar östlich von Mughni vorhanden war. Das mittlere erhöhte Joch des Vorraums wird von einem Glockenturm überragt. Dieser besteht aus einer Rotunde, deren zwölf Säulen mit Würfelkapitellen ein Pyramidendach tragen.

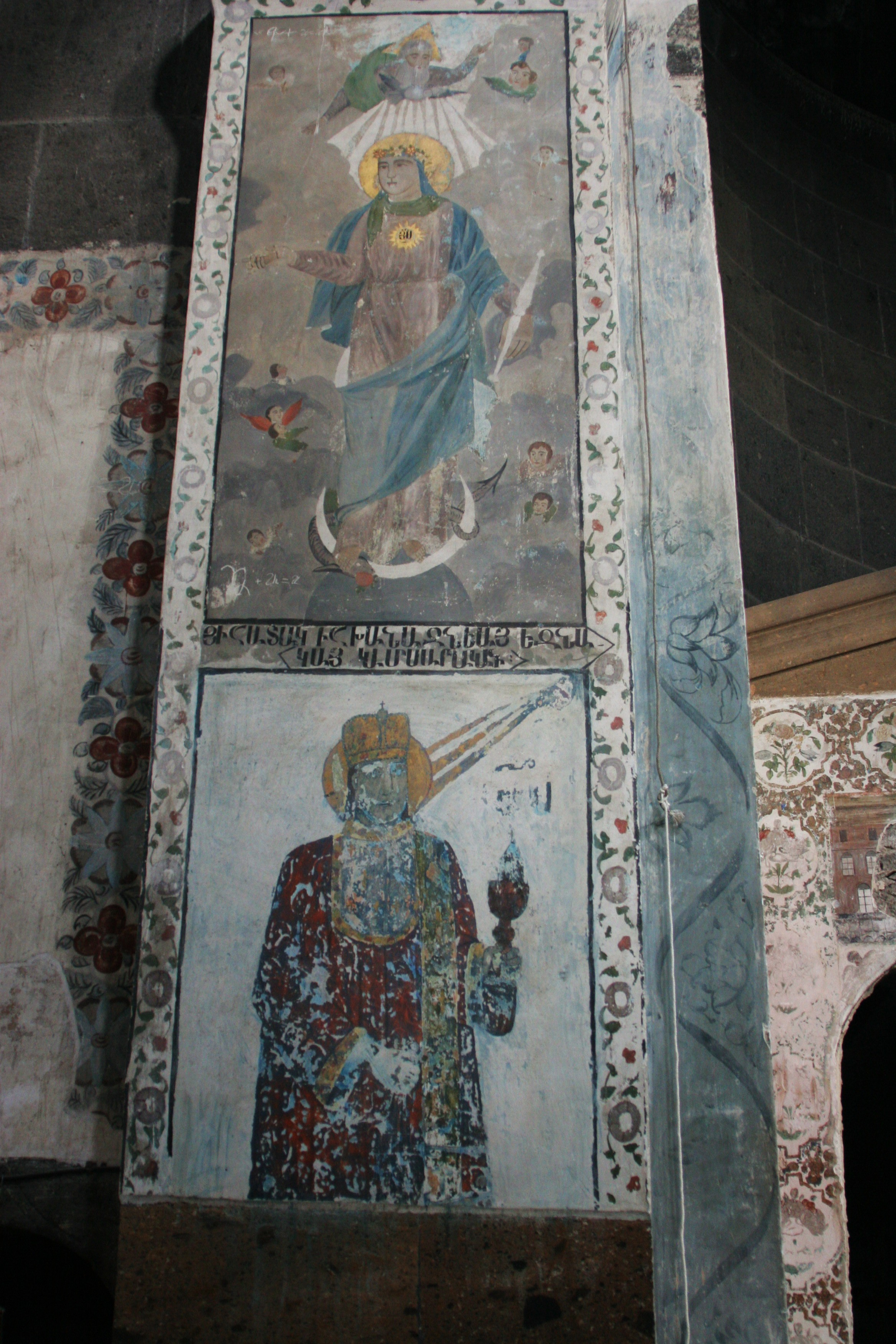
Malerei aus dem 17. Jahrhundert am nordöstlichen Pfeiler

Die zweischaligen Wände bestehen aus großen grauen Tuffsteinplatten. Rosa Tuffsteine bilden einen farblichen Kontrast um Fenster- und Türen sowie an den Kämpfern der Arkaden. Die Außenwände des Tambours werden durch abwechselnde Lagen von rötlichem und dunkelgrauem Tuff hervorgehoben, ebenso die schachbrettartig gemusterten Giebel.
Ein zweites Portal befindet sich in der Südwand. Es wird von einem weiten Rundbogenfries umrahmt, der mit einer Abfolge von Flechtwerk und Taustäben verziert ist. Eine Fächerrosette füllt das Tympanonfeld aus. Der Rundbogen über dem Westportal enthält üppige vegetabile Ornamente mit Vasen, aus denen Blumensträuße wachsen, wie sie in dieser Zeit in der osmanischen und safawidischen Baukunst verbreitet waren und mit dem Stil des europäischen Barock in Beziehung stehen. Die acht Rundbogenfenster am Tambour sind in gleichen Abständen, aber außerhalb der Haupthimmelsrichtungen angeordnet. Über vier dieser Fenster befinden sich Hochreliefs mit Evangelistensymbolen. Die rechteckigen Fenster in den Giebeln sind mit einem ebenfalls rechteckigen Wulstfries umrahmt. 1999 wurde das Gebäude umfassend restauriert. Im Innern blieben am nordöstlichen Pfeiler und an den Seitenwänden vor dem Altar Wandmalereien aus der Bauzeit erhalten, die möglicherweise vom armenischen Maler und Dichter Hovnatanjan (Ovnatan Nagash, 1661–1722) geschaffen wurden. Sie zeigen großformatig stehende Heiligenfiguren, umgeben von Blumenmustern und Blattranken. Hovnatanjan bemalte auch die Kathedrale von Etschmiadsin und andere Kirchen um Jerewan.

### Pilgerort
Jährlich im April wird Mughni zu einem Pilgerort, wenn Priester das im Matenadaran in Jerewan aufbewahrte Shurishkan-Evangeliar in einer Prozession in die Klosterkirche bringen. Das Evangeliar wurde 1498 angefertigt und gelangte 1602–03 mit der Flucht und Deportation großer Teile der armenischen Bevölkerung durch den persischen Schah Abbas I. in das im heutigen Iran gelegene Dorf Shurishkan, wo es in einem Kloster versteckt wurde. Am Aufbewahrungsort des Evangeliars soll nach dem Volksglauben eine Quelle mit heiligem Wasser für Christen und Muslime Wunder bewirkt haben. 1971 wurde das Evangeliar nach Armenien zurückgebracht und befindet sich seitdem im Matenadaran. Die Überführung des Evangeliars nach Mughni findet seit 2002 jedes Jahr am Sonntag nach dem Fest der Auferstehung Jesu Christi statt. Von dem in der Kirche gezeigten Evangeliar erhoffen sich zahlreiche Pilger eine segnende Wirkung. Ein weiteres christliches Fest wird am letzten Sonntag im September am Tag des heiligen Georg begangen.
Das Shurishkan-Evangeliar ist nicht zu verwechseln mit dem kunstgeschichtlich bedeutenderen Mughni-Evangeliar aus dem 11. Jahrhundert, das im Matenadaran unter der Nummer 7736 archiviert ist und seinen Namen erhalten hat, weil es jahrhundertelang in der sich heute in ruinösem Zustand befindenden armenischen Kirche des Sankt Georg von Mughni in Tiflis aufbewahrt wurde.